# Интерлеукин 7
Интерлеукин 7 (ИЛ-7) је протеин који је код људи кодиран ИЛ7 геном.

## Функција
ИЛ-7 је хематопоетски фактор раста излучен из стромалних ћелија у коштаној сржи и тимусу. Њега исто тако производе кератиноцити, дендритске ћелије, неурони и ендотелне ћелије, али га не производе лимфоцити. ИЛ-7 стимулише диференцијацију мултипотентних (плурипотентних) хематопоетских стем ћелија у лимфоидне прогенитор ћелије (у контрасту са мијелоидним прогенитор ћелијама где диференцијацију стимулише ИЛ-3). Он такође стимулише пролиферацију свих ћелија лимфоидне лозе (Б ћелије, Т ћелије и НК ћелије). Он је важан за пролиферацију у току одређених фаза сазревања Б-ћелија, опстанка, развоја и хомеостазе T и НК ћелија.
ИЛ-7 цитокин је важан за развој Б и T ћелија. Овај цитокин и фактор раста хепатоцита (ХГФ) формирају хетеродимер који функционише као стимулишући фактор раста Б ћелија. За овај цитокин је нађено да је кофактор за В(Д)Ј преуређивања рецептора бета T ћелија (ТЦРБ) у току раног T ћелијског развоја. Овај цитокин може бити произведен локално од стране цревних епителијалних и гоблет ћелија, и он може да служи као регулаторни фактор за цревне лимфоците слузнице. Нокаут студије на мишевима сугеришу да овај цитокин игра есенцијалну улогу у ћелијском опстанку лимфоида.
ИЛ-7 рецептор нокаут мишеви показују атрофију грудне жлезде, арест развоја T-ћелија у двоструко позитивној фази, и озбиљну лимфопенију. ИЛ-7 администрација код мишева резултује у повећању броја Б и T ћелија, и побољшаном опоравку T ћелија након циклофосфамид администрације или након трасплантације кичмене мождине.
ИЛ-7 увећава хематолошки малигнитет (акутна лимфобластна леукемија, лимфом T ћелија).

## Клиничка примена
Рекомбинантни ИЛ-7 је био безбедно администриран пацијентима у неколико клиничких испитивања фазе I и II. ИЛ-7 студија на људима оболелим од рака је демонстрирала да администрација овог цитокина може да транзијентно поремети хомеостазу ЦД8+ и ЦД4+ T ћелија са пропорционалним падом у заступљености ЦД4+ЦД25+Фохп3+ T регулаторних ћелија. Објективна регресија рака није примећена, међутим дозно ограничавајућа токсичност (ДЛТ) није остварен у овој студији услед развоја неутрализујућих антитела против рекомбинатног цитокина.